# Lena Schöneborn
Lena Schöneborn (ur. 11 kwietnia 1986 w Troisdorfie) – niemiecka zawodniczka pięcioboju nowoczesnego, indywidualna mistrzyni olimpijska z Pekinu, trzykrotna mistrzyni świata, sześciokrotna medalistka mistrzostw Europy.